# دلك وردي
دلك وردي (بالفارسية: دلک‌وردی) هي قرية تقع في قسم آواجيق الجنوبي الريفي (مقاطعة تشالدران) في إيران. يقدر عدد سكانها بـ 241 نسمة بحسب إحصاء 2016.